# Associazione Lugano Basket Tigers 2007-2008
Questa voce raccoglie le informazioni riguardanti l'Associazione Lugano Basket Tigers nelle competizioni ufficiali della stagione 2007-2008.